# Aigues-Mortes

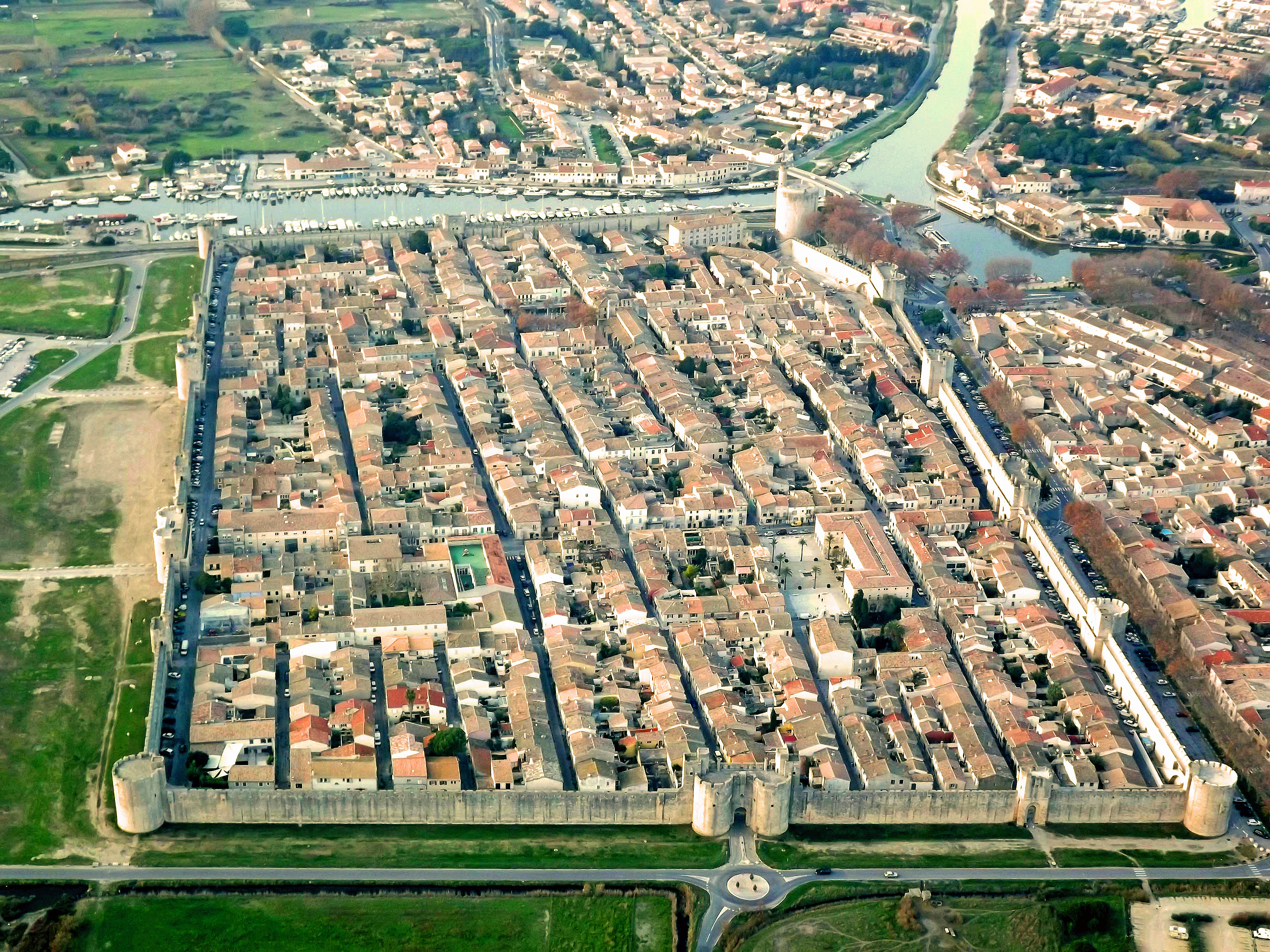
Letecký pohled

Aigues-Mortes [ég'mort] je historické město na jihu Francie v departmentu Gard a regionu Okcitánie, asi 30 km východně od Montpellieru.

## Geografie
Sousední obce: Saint-Laurent-d'Aigouze a Le Grau-du-Roi. Na jih a na východ od města se rozkládá rozsáhlá oblast bažin a rybníků Camargue, což je delta řeky Rhôny . S plochou asi 930 km2 je to největší delta v západní Evropě a významná přírodní rezervace, kde žije přes 400 druhů ptáků.

## Historie
Založení města bývá připisováno Mariu Caiovi (kolem roku 102 př. n. l.), ale první zmínky o místě zvaném „Ayga Mortas“ („Mrtvé vody“) pochází až z 10. století. Město bylo založeno v polovině 13. století francouzským králem Ludvíkem IX., který toužil po vlastním přístavu ve Středozemním moři a vhodné základně pro vojenské akce ve Středomoří. Ostatní přístavy byly ovládány většinou protifrancouzsky naladěnými hrabaty z Provence.
Z Aigues-Mortes byly vypraveny dvě křižácké výpravy. Roku 1248 se u přístavu shromáždilo na 1500 králových lodí před výpravou do Egypta. Další křižácká výprava roku 1270 byla králi osudná. Opevnění města dokončili Ludvíkovi nástupci.

## Památky
Centrum města obepínají masivní pravoúhlé středověké hradby o obvodu 1634 m, z nichž je daleký výhled do bažin Camargue, kanálu řeky Rhône a na mořské pobřeží a saliny.
Dominantou města je věž Tour de Constance z roku 1240, která funguje nyní i jako pozorovatelna a kdysi jako státní vězení nejdříve pro templáře a o mnoho let později i pro hugenoty. Gotický kostel Notre Dame des Sablons byl v 19. století zrestaurován.

## Vývoj počtu obyvatel
Počet obyvatel

## Fotogalerie

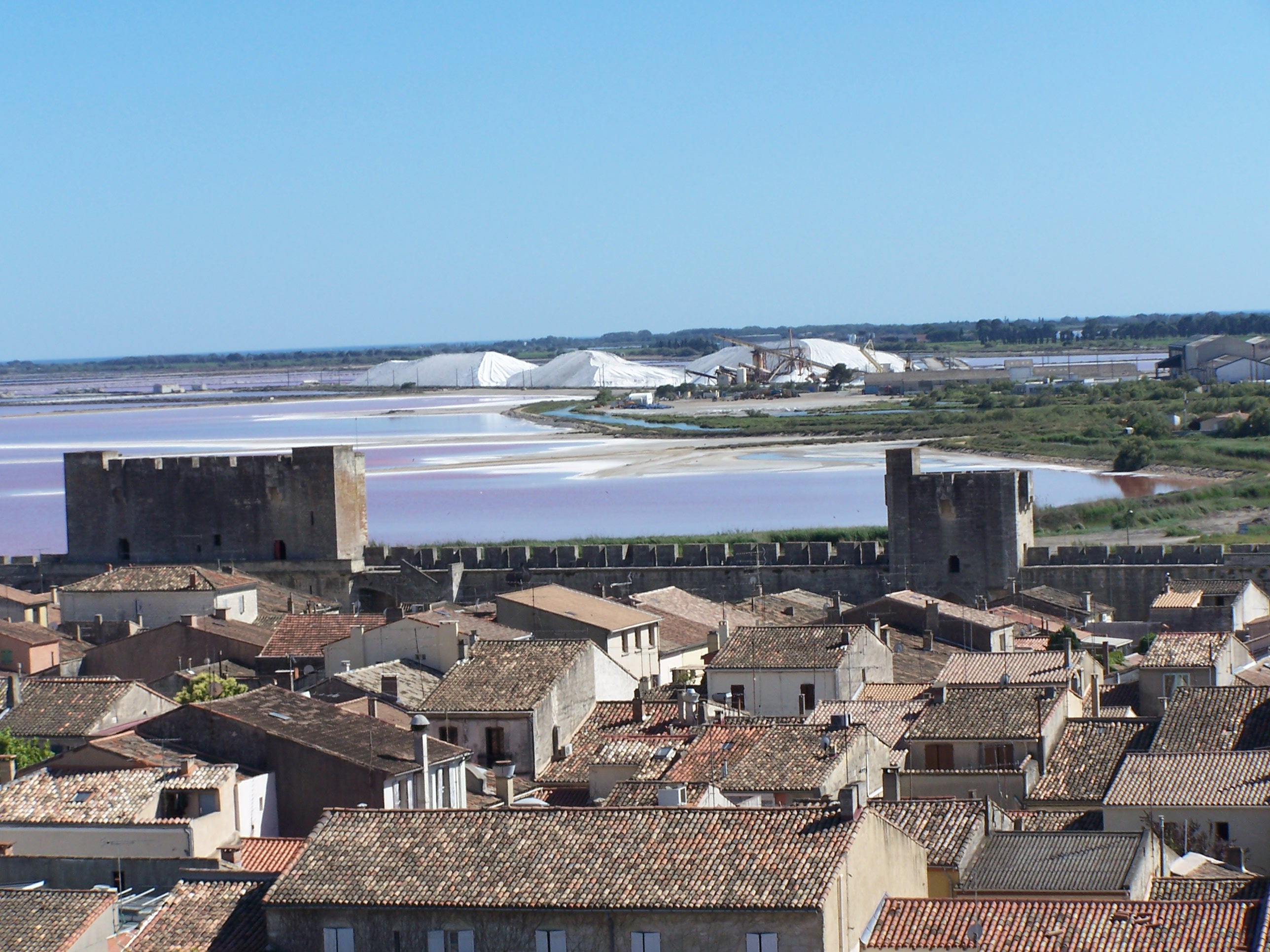
Těžba soli
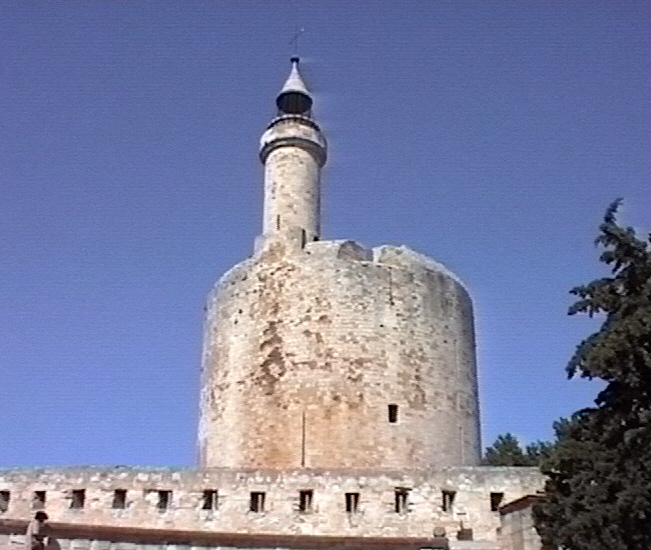
Věž Constance
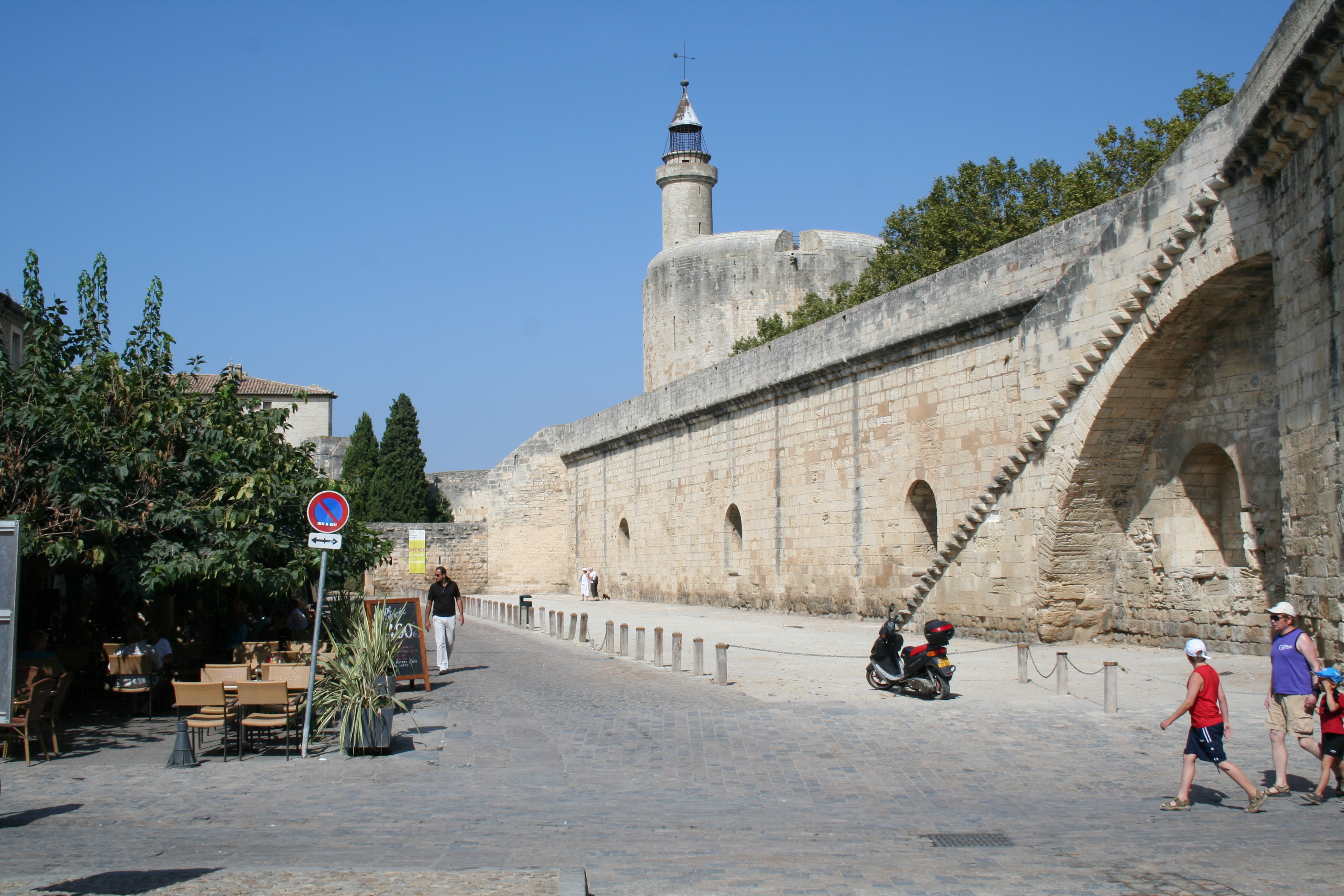
Pohled na hradby
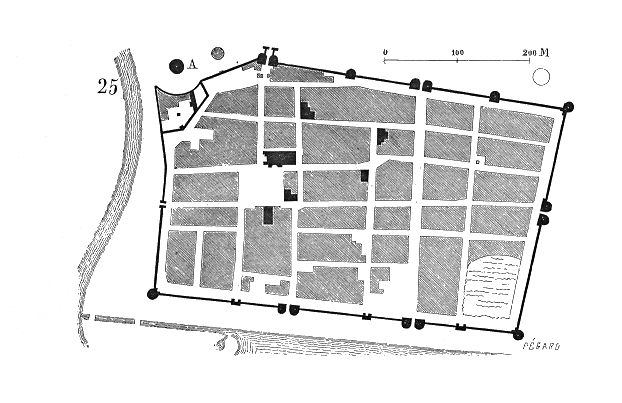
Plán města